# Kinosternon subrubrum
La tartaruga del fango comune (Kinosternon subrubrum Bonnaterre, 1789) è una specie di tartaruga appartenente alla famiglia dei Kinosternidi originaria dell'America settentrionale.

## Descrizione
Il carapace misura circa 120 mm di lunghezza ed è di colore oliva o bruno scuro, privo di disegni o rilievi. Il piastrone è dotato di due cerniere mobili, che permettono alla tartaruga di chiudere parzialmente il guscio. La specie è attiva da metà marzo fino a ottobre. I maschi sono piuttosto aggressivi e possono difendere un piccolo territorio. Gli accoppiamenti avvengono in acque basse, prevalentemente di notte. Le femmine possono effettuare più deposizioni all'anno, specialmente fra le popolazioni meridionali. Ogni covata è composta da 1-6 uova ellittiche, che vengono deposte nelle gallerie scavate dai ratti muschiati o nei nidi degli alligatori. Le schiuse avvengono dopo circa 100 giorni. L'alimentazione è onnivora, composta da piccole prede catturate sul fondo e da piante acquatiche..

## Distribuzione e habitat
La tartaruga del fango comune è diffusa lungo la costa orientale degli Stati Uniti, dal Connecticut e Long Island fino alla Florida, alla valle del Mississippi e al Texas. Vive in acque dolci, sia correnti che stagnanti, preferendo ambienti con fondali melmosi e abbondante vegetazione acquatica. Nei periodi di siccità, può migrare verso fonti d'acqua permanenti o interrarsi nel fango per sopravvivere.

## Tassonomia
Sono riconosciute due sottospecie:
- K. s. subrubrum (Bonnaterre, 1789) – tartaruga del fango comune;
- K. s. hippocrepis Gray, 1856 – tartaruga del fango del Mississippi.

## Conservazione
Questa specie è predata da serpenti, mammiferi e rapaci. Inoltre, molte tartarughe vengono schiacciate dai veicoli lungo le strade vicine agli specchi d'acqua o catturate per il commercio terraristico.